# Hockey Pro League masculina 2020-21
La FIH Pro League masculina de 2020-21 fue la segunda edición del campeonato de hockey sobre césped para equipos nacionales masculinos. El torneo comenzó en enero de 2020 y terminó en junio de 2021. La misma fue suspendida por la pandemia de COVID-19 y se reinició en 2021.
Debido a la pandemia de COVID-19 y las restricciones de viaje que conllevó, no fue posible jugar todos los partidos antes de la fecha de finalización prevista. Por lo tanto, la Federación Internacional de Hockey (FIH), en consulta con las asociaciones nacionales de hockey, decidió extender el torneo hasta junio de 2021. Los partidos aplazados se reprogramaron en la medida de lo posible de acuerdo con las restricciones de viaje en los diferentes países. El 28 de mayo de 2021, la FIH anunció que solo se seguirían jugando los partidos del 30 de mayo y 26/27 de junio y declaró que los 22 partidos restantes habían sido cancelados definitivamente. Como no todos los equipos lograron jugar la misma cantidad de partidos, el resultado final del torneo se determinó en base al porcentaje de puntos alcanzados, en vez del total de puntos.

## Formato
Se mantiene el formato de ida y vuelta, pero este principio se divide en dos temporadas consecutivas y funciona de acuerdo con el siguiente ejemplo:
- En 2020, equipo A recibirá al equipo B dos veces en un par de días
- En 2021, equipo B recibirá al equipo A dos veces en un par de días

## Clasificación
Los siguientes equipos compitieron en un torneo con formato de todos contra todos.
- Argentina
- Australia
- Bélgica
- Alemania
- Reino Unido
- India
- Países Bajos
- Nueva Zelanda
- España

## Resultados

### Posiciones
|class_rules =1) puntos; 2) partidos ganados; 3) diferencia de goles; 4) goles a favor; 5) resultados enfrentamientos entre sí; 6) goles de campo anotados.
}}
-->
| Equipo        | PJ | G | GTD | PTD | P | GF | GC | DG  | PCT  |
| ------------- | -- | - | --- | --- | - | -- | -- | --- | ---- |
| Bélgica       | 14 | 9 | 2   | 1   | 2 | 40 | 26 | +14 | 76,2 |
| Australia     | 10 | 5 | 1   | 3   | 1 | 36 | 23 | +13 | 66,7 |
| Alemania      | 10 | 5 | 2   | 0   | 3 | 26 | 23 | +3  | 63,3 |
| India         | 8  | 3 | 3   | 0   | 2 | 22 | 17 | +5  | 62,5 |
| Países Bajos  | 12 | 5 | 2   | 2   | 3 | 32 | 29 | +3  | 58,3 |
| Reino Unido   | 12 | 4 | 0   | 3   | 5 | 25 | 25 | 0   | 41,7 |
| Argentina     | 12 | 2 | 1   | 3   | 6 | 26 | 35 | −9  | 30,6 |
| Nueva Zelanda | 10 | 2 | 1   | 0   | 7 | 18 | 34 | −16 | 26,7 |
| España        | 12 | 2 | 1   | 1   | 8 | 23 | 36 | −13 | 25,0 |

Fuente: FIH

Criterios de clasificación: 1) puntos; 2) partidos ganados; 3) diferencia de goles; 4) goles a favor; 5) enfrentamientos entre sí; 6) goles de campo anotados.

### Resultados
Todos los partidos se encuentran en horario local.
| 18 de enero de 2020 | India                                                    | 5–2      | Países Bajos                  | Estadio Kalinga, Bhubaneswar                            |                                                         |
| 19:00               | Gurjant 1' · Rupinder 12', 46' · Mandeep 34' · Lalit 36' | [Reporte | Janssen 14' · Hertzberger 28' | Árbitra: Gareth Greenfield (NZL) Rawi Anbananthan (MAS) | Árbitra: Gareth Greenfield (NZL) Rawi Anbananthan (MAS) |

| 19 de enero de 2020 | India                                                | 3–3 (3–1 p.)               | Países Bajos                                          | Estadio Kalinga, Bhubaneswar                        |                                                     |
| 17:00               | Lalit 25' · Mandeep 51' · Rupinder 55'               | [Reporte                   | Van der Weerden 23' · Hertzberger 26' · Kellerman 27' | Árbitra: Rawi Anbananthan (MAS) Sean Rapaport (RSA) | Árbitra: Rawi Anbananthan (MAS) Sean Rapaport (RSA) |
|                     |                                                      | Tiros desde el punto penal |                                                       |                                                     |                                                     |
|                     | Harmanpreet · Vivek · Rupinder · Gurjant · Akashdeep |                            | Hertzberger · Schuurman · Brinkman · Pruyser          |                                                     |                                                     |

| 24 de enero de 2020 | España                                       | 2–2 (3–4 p.)               | Alemania                      | Estadio Betero, Valencia                             |                                                      |
| 11:00               | Alegre 11' · Quemada 38'                     | [Reporte                   | Rühr 3', 57'                  | Árbitra: Coen van Bunge (NED) Jonas van 't Hek (NED) | Árbitra: Coen van Bunge (NED) Jonas van 't Hek (NED) |
|                     |                                              | Tiros desde el punto penal |                               |                                                      |                                                      |
|                     | Iglesias · Oliva · Lleonart · Alegre · Romeu |                            | Rühr · Hauke · Wellen · Fuchs |                                                      |                                                      |

| 25 de enero de 2020 | España       | 1–5      | Alemania                                                      | Estadio Betero, Valencia                         |                                                  |
| 13:00               | Miralles 45' | [Reporte | Rühr 13' · Oruz 32' · Miltkau 56' · Windfeder 59' · Staib 60' | Árbitra: Jonas van 't Hek (NED) Bruce Bale (ENG) | Árbitra: Jonas van 't Hek (NED) Bruce Bale (ENG) |

| 25 de enero de 2020 | Australia                       | 2–2 (2–4 p.)               | Bélgica                                                   | Sydney Olympic Park Hockey Centre, Sídney      |                                                |
| 18:30               | Hayward 49' · Craig 51'         | [Reporte                   | Briels 18' · Denayer 59'                                  | Árbitra: Raghu Prasad (IND) Simon Taylor (NZL) | Árbitra: Raghu Prasad (IND) Simon Taylor (NZL) |
|                     |                                 | Tiros desde el punto penal |                                                           |                                                |                                                |
|                     | Brand · Ogilvie · Craig · Swann |                            | Van Aubel · De Sloover · Gougnard · Wegnez · A. Van Doren |                                                |                                                |

| 26 de enero de 2020 | Australia               | 2–4      | Bélgica                                                  | Sydney Olympic Park Hockey Centre, Sídney      |                                                |
| 17:30               | Sharp 42' · Hayward 60' | [Reporte | Hendrickx 13', 25' · Plennevaux 56' · E. Stockbroekx 58' | Árbitra: Raghu Prasad (IND) Simon Taylor (NZL) | Árbitra: Raghu Prasad (IND) Simon Taylor (NZL) |

| 31 de enero de 2020 | España             | 3–4      | Países Bajos                       | Estadio Betero, Valencia                            |                                                     |
| 11:00               | Romeu 5', 37', 58' | [Reporte | Janssen 2', 48', 50' · De Geus 15' | Árbitra: Christian Blasch (GER) Sean Rapaport (RSA) | Árbitra: Christian Blasch (GER) Sean Rapaport (RSA) |

| 1 de febrero de 2020 | España                     | 2–4      | Países Bajos                                                     | Estadio Betero, Valencia                          |                                                   |
| 13:00                | Miralles 44' · Sánchez 59' | [Reporte | Janssen 27' · Brinkman 36' · Van der Weerden 45' · Kellerman 50' | Árbitra: Ben Göntgen (GER) Christian Blasch (GER) | Árbitra: Ben Göntgen (GER) Christian Blasch (GER) |

| 1 de febrero de 2020 | Australia                                              | 4–4 (3–1 p.)               | Reino Unido                                             | Sydney Olympic Park Hockey Centre, Sídney         |                                                   |
| 16:00                | Ockenden 19' · Wickham 29' · Zalewski 56' · Mitton 59' | [Reporte                   | Jackson 20' · Wallace 31' · Shipperley 44' · Ansell 45' | Árbitra: David Tomlinson (NZL) Javed Shaikh (IND) | Árbitra: David Tomlinson (NZL) Javed Shaikh (IND) |
|                      |                                                        | Tiros desde el punto penal |                                                         |                                                   |                                                   |
|                      | Swann · Whetton · Harvie · Ogilvie                     |                            | Forsyth · Sorsby · Roper · Wallace                      |                                                   |                                                   |

| 1 de febrero de 2020 | Nueva Zelanda | 2–6      | Bélgica                                                     | North Harbour Hockey Stadium, Auckland           |                                                  |
| 19:30                | Muir 17', 41' | [Reporte | Denayer 3', 5' · Boon 7', 52' · Dockier 19' · De Kerpel 41' | Árbitra: Adam Kearns (AUS) Aleisha Neumann (AUS) | Árbitra: Adam Kearns (AUS) Aleisha Neumann (AUS) |

| 2 de febrero de 2020 | Australia                                                        | 5–1      | Reino Unido | Sydney Olympic Park Hockey Centre, Sídney         |                                                   |
| 15:00                | Wotherspoon 14' · Sharp 19' · Craig 29' · Brand 45' · Mitton 55' | [Reporte | Taylor 18'  | Árbitra: Javed Shaikh (IND) David Tomlinson (NZL) | Árbitra: Javed Shaikh (IND) David Tomlinson (NZL) |

| 2 de febrero de 2020 | Nueva Zelanda | 1–3      | Bélgica                                  | North Harbour Hockey Stadium, Auckland        |                                               |
| 17:30                | Tarrant 34'   | [Reporte | Hendrickx 19' · Dockier 24' · Cosyns 53' | Árbitra: Steve Rogers (AUS) Adam Kearns (AUS) | Árbitra: Steve Rogers (AUS) Adam Kearns (AUS) |

| 7 de febrero de 2020 | Argentina                    | 3–4      | España                                     | CeNARD, Buenos Aires                            |                                                 |
| 20:30                | Casella 5', 26' · Tolini 41' | [Reporte | Iglesias 13' · Quemada 29', 59' · Ruiz 55' | Árbitra: Bruce Bale (ENG) Federico García (URU) | Árbitra: Bruce Bale (ENG) Federico García (URU) |

| 8 de febrero de 2020 | Nueva Zelanda                         | 1–1 (3–1 p.)               | Reino Unido                        | North Harbour Hockey Stadium, Auckland          |                                                 |
| 17:00                | Jenness 43'                           | [Reporte                   | Griffiths 56'                      | Árbitra: Lim Hong-Zhen (SGP) Steve Rogers (AUS) | Árbitra: Lim Hong-Zhen (SGP) Steve Rogers (AUS) |
|                      |                                       | Tiros desde el punto penal |                                    |                                                 |                                                 |
|                      | Jenness · S. Child · Thomas · Edwards |                            | Calnan · Ansell · Griffiths · Ames |                                                 |                                                 |

| 8 de febrero de 2020 | India                      | 2–1      | Bélgica     | Estadio Kalinga, Bhubaneswar                        |                                                     |
| 17:00                | Mandeep 2' · Ramandeep 46' | [Reporte | Boccard 33' | Árbitra: David Tomlinson (NZL) Coen van Bunge (NED) | Árbitra: David Tomlinson (NZL) Coen van Bunge (NED) |

| 8 de febrero de 2020 | Argentina                                               | 5–1      | España      | CeNARD, Buenos Aires                            |                                                 |
| 20:30                | Ferreiro 9' · Vila 32' · Tolini 38' · Martínez 42', 46' | [Reporte | Quemada 22' | Árbitra: Federico García (URU) Bruce Bale (ENG) | Árbitra: Federico García (URU) Bruce Bale (ENG) |

| 9 de febrero de 2020 | Nueva Zelanda | 0–3      | Reino Unido                 | North Harbour Hockey Stadium, Auckland          |                                                 |
| 15:00                |               | [Reporte | Dixon 14', 55' · Ansell 50' | Árbitra: Steve Rogers (AUS) Lim Hong-Zhen (SGP) | Árbitra: Steve Rogers (AUS) Lim Hong-Zhen (SGP) |

| 9 de febrero de 2020 | India                | 2–3      | Bélgica                                       | Estadio Kalinga, Bhubaneswar                          |                                                       |
| 17:00                | Vivek 15' · Amit 17' | [Reporte | Hendrickx 3' · De Kerpel 17' · Plennevaux 26' | Árbitra: Coen van Bunge (NED) Gareth Greenfield (NZL) | Árbitra: Coen van Bunge (NED) Gareth Greenfield (NZL) |

| 15 de febrero de 2020 | Argentina                             | 2–2 (1–3 p.)               | Países Bajos                      | CeNARD, Buenos Aires                            |                                                 |
| 18:00                 | Martínez 12' · Tolini 51'             | [Reporte                   | Pruyser 5' · Bakker 12'           | Árbitra: Steve Rogers (AUS) Jakub Mejzlík (CZE) | Árbitra: Steve Rogers (AUS) Jakub Mejzlík (CZE) |
|                       |                                       | Tiros desde el punto penal |                                   |                                                 |                                                 |
|                       | Keenan · Domene · Ferreiro · Mazzilli |                            | Hertzberger · Schuurman · De Geus |                                                 |                                                 |

| 15 de febrero de 2020 | Nueva Zelanda | 1–4      | España                                     | Nga Puna Wai Hockey Stadium, Christchurch     |                                               |
| 19:30                 | Russell 42'   | [Reporte | Oliva 12' · Beltrán 23', 42' · Quemada 51' | Árbitra: Adam Kearns (AUS) Javed Shaikh (IND) | Árbitra: Adam Kearns (AUS) Javed Shaikh (IND) |

| 16 de febrero de 2020 | Nueva Zelanda                  | 3–2      | España                     | Nga Puna Wai Hockey Stadium, Christchurch     |                                               |
| 17:30                 | Russell 16', 56' · Edwards 38' | [Reporte | Iglesias 44' · Quemada 60' | Árbitra: Javed Shaikh (IND) Adam Kearns (AUS) | Árbitra: Javed Shaikh (IND) Adam Kearns (AUS) |

| 16 de febrero de 2020 | Argentina                                | 2–2 (3–4 p.)               | Países Bajos                                        | CeNARD, Buenos Aires                            |                                                 |
| 18:00                 | Vila 3' · Mazzilli 21'                   | [Reporte                   | Pruyser 30' · Kemperman 56'                         | Árbitra: Jakub Mejzlík (CZE) Steve Rogers (AUS) | Árbitra: Jakub Mejzlík (CZE) Steve Rogers (AUS) |
|                       |                                          | Tiros desde el punto penal |                                                     |                                                 |                                                 |
|                       | Ortiz · Vila · Rey · Martínez · Mazzilli |                            | Hertzberger · Van Ass · De Geus · Van Dam · Pruyser |                                                 |                                                 |

| 21 de febrero de 2020 | India                       | 3–4      | Australia                                               | Estadio Kalinga, Bhubaneswar                     |                                                  |
| 19:00                 | Raj 36', 47' · Rupinder 52' | [Reporte | Wotherspoon 6' · Wickham 18' · Sharp 41' · Anderson 42' | Árbitra: Simon Taylor (NZL) Coen van Bunge (NED) | Árbitra: Simon Taylor (NZL) Coen van Bunge (NED) |

| 22 de febrero de 2020 | India                          | 2–2 (3–1 p.)               | Australia                         | Estadio Kalinga, Bhubaneswar                         |                                                      |
| 19:00                 | Rupinder 25' · Harmanpreet 27' | [Reporte                   | Mitton 23' · Zalewski 46'         | Árbitra: Rawi Anbananthan (MAS) Coen van Bunge (NED) | Árbitra: Rawi Anbananthan (MAS) Coen van Bunge (NED) |
|                       |                                | Tiros desde el punto penal |                                   |                                                      |                                                      |
|                       | Harmanpreet · Vivek · Lalit    |                            | Beale · Brand · Ephraums · Harvie |                                                      |                                                      |

| 28 de febrero de 2020 | Nueva Zelanda                                                    | 5–3      | Argentina                    | Nga Puna Wai Hockey Stadium, Christchurch      |                                                |
| 17:30                 | Lane 5' · Thomas 32' · J. Panchia 48' · Bennett 51' · Newman 55' | [Reporte | Casella 9' · Tolini 33', 49' | Árbitra: Peter Wright (RSA) Steve Rogers (AUS) | Árbitra: Peter Wright (RSA) Steve Rogers (AUS) |

| 1 de marzo de 2020 | Nueva Zelanda | 2–3      | Argentina                           | Nga Puna Wai Hockey Stadium, Christchurch      |                                                |
| 15:00              | Lane 20', 49' | [Reporte | Tolini 5' · Ortiz 37' · Casella 44' | Árbitra: Peter Wright (RSA) Steve Rogers (AUS) | Árbitra: Peter Wright (RSA) Steve Rogers (AUS) |

| 6 de marzo de 2020 | Australia                            | 3–3 (1–3 p.)               | Argentina                                | Perth Hockey Stadium, Perth                         |                                                     |
| 20:30              | Hayward 4' · Wickham 8' · Welch 52'  | [Reporte                   | Ferreiro 11' · Tolini 20' · Martínez 39' | Árbitra: Gareth Greenfield (NZL) Peter Wright (RSA) | Árbitra: Gareth Greenfield (NZL) Peter Wright (RSA) |
|                    |                                      | Tiros desde el punto penal |                                          |                                                     |                                                     |
|                    | Ogilvie · Wickham · Simmonds · Swann |                            | Ibarra · Vila · Ortiz                    |                                                     |                                                     |

| 7 de marzo de 2020 | Australia                                                 | 5–1      | Argentina  | Perth Hockey Stadium, Perth                         |                                                     |
| 18:30              | Simmonds 10' · Govers 24', 30' · Wickham 44' · Mitton 49' | [Reporte | Tolini 57' | Árbitra: Gareth Greenfield (NZL) Peter Wright (RSA) | Árbitra: Gareth Greenfield (NZL) Peter Wright (RSA) |

| 22 de septiembre de 2020 | Alemania      | 1–6      | Bélgica                                                                    | Düsseldorfer HC, Düsseldorf,                      |                                                   |
| 18:00                    | Windfeder 44' | [Reporte | Boccard 26' · Hendrickx 33', 60' · Ghislain 34' · De Kerpel 36' · Kina 57' | Árbitra: Martin Madden (SCO) Marcin Grochal (POL) | Árbitra: Martin Madden (SCO) Marcin Grochal (POL) |

| 23 de septiembre de 2020 | Alemania                         | 1–1 (1–0 p.)               | Bélgica                                               | Düsseldorfer HC, Düsseldorf,                      |                                                   |
| 18:00                    | Fuchs 24'                        | [Reporte                   | Luypaert 49'                                          | Árbitra: Marcin Grochal (POL) Martin Madden (SCO) | Árbitra: Marcin Grochal (POL) Martin Madden (SCO) |
|                          |                                  | Tiros desde el punto penal |                                                       |                                                   |                                                   |
|                          | Rühr · Hauke · Grambusch · Große |                            | Wegnez · Denayer · Cosyns · A. Van Doren · De Sloover |                                                   |                                                   |

| 27 de octubre de 2020 | Países Bajos   | 1–0      | Reino Unido | Estadio Wagener, Amstelveen                          |                                                      |
| 19:00                 | Wortelboer 30' | [Reporte |             | Árbitra: Laurine Delforge (BEL) Coen van Bunge (NED) | Árbitra: Laurine Delforge (BEL) Coen van Bunge (NED) |

| 29 de octubre de 2020 | Países Bajos                              | 3–1      | Reino Unido | Estadio Wagener, Amstelveen                            |                                                        |
| 19:00                 | Van der Weerden 9' · Hertzberger 47', 48' | [Reporte | Roper 30'   | Árbitra: Laurine Delforge (BEL) Jonas van 't Hek (NED) | Árbitra: Laurine Delforge (BEL) Jonas van 't Hek (NED) |

| 31 de octubre de 2020 | Bélgica                               | 3–2      | Reino Unido            | Royal Uccle Sport, Bruselas                          |                                                      |
| 16:30                 | Hendrickx 27' · Boon 33' · Dohmen 59' | [Reporte | Roper 30' · Waller 42' | Árbitra: Laurine Delforge (BEL) Coen van Bunge (NED) | Árbitra: Laurine Delforge (BEL) Coen van Bunge (NED) |

| 1 de noviembre de 2020 | Bélgica                    | 2–1      | Reino Unido | Royal Uccle Sport, Bruselas                            |                                                        |
| 16:30                  | Dohmen 18' · Hendrickx 30' | [Reporte | Condon 10'  | Árbitra: Laurine Delforge (BEL) Jonas van 't Hek (NED) | Árbitra: Laurine Delforge (BEL) Jonas van 't Hek (NED) |

| 4 de noviembre de 2020 | Bélgica                                            | 4–4 (3–1 p.)               | Países Bajos                                             | Royal Uccle Sport, Bruselas                          |                                                      |
| 18:00                  | Hendrickx 8', 51' · Plennevaux 36' · Van Aubel 50' | [Reporte                   | Hertzberger 8' · Brinkman 13' · Janssen 37' · Bakker 52' | Árbitra: Coen van Bunge (NED) Laurine Delforge (BEL) | Árbitra: Coen van Bunge (NED) Laurine Delforge (BEL) |
|                        |                                                    | Tiros desde el punto penal |                                                          |                                                      |                                                      |
|                        | Gougnard · Van Aubel · Cosyns                      |                            | Croon · Pruyser · Hertzberger · Van Ass                  |                                                      |                                                      |

| 5 de febrero de 2021 | España                    | 2–3      | Bélgica                      | Estadio Betero, Valencia                             |                                                      |
| 11:00                | Alegre 15' · Lleonart 44' | [Reporte | Dockier 8', 51' · Briels 14' | Árbitra: Francisco Vázquez (ESP) Jakub Mejzlík (CZE) | Árbitra: Francisco Vázquez (ESP) Jakub Mejzlík (CZE) |

| 6 de febrero de 2021 | España | 0–2      | Bélgica                      | Estadio Betero, Valencia                             |                                                      |
| 13:00                |        | [Reporte | Gougnard 10' · Hendrickx 18' | Árbitra: Francisco Vázquez (ESP) Jakub Mejzlík (CZE) | Árbitra: Francisco Vázquez (ESP) Jakub Mejzlík (CZE) |

| 6 de marzo de 2021 | Países Bajos                 | 2–4      | Alemania                                    | Estadio Wagener, Amstelveen                          |                                                      |
| 16:30              | Janssen 7' · Hertzberger 58' | [Reporte | Staib 18', 53' · Kaufmann 25' · Miltkau 39' | Árbitra: Laurine Delforge (BEL) Coen van Bunge (NED) | Árbitra: Laurine Delforge (BEL) Coen van Bunge (NED) |

| 7 de marzo de 2021 | Países Bajos | 1–3      | Alemania                         | Estadio Wagener, Amstelveen                            |                                                        |
| 16:30              | Van Ass 38'  | [Reporte | Weigand 11', 51' · Grambusch 59' | Árbitra: Laurine Delforge (BEL) Jonas van 't Hek (NED) | Árbitra: Laurine Delforge (BEL) Jonas van 't Hek (NED) |

| 3 de abril de 2021 | Argentina       | 2–3      | Alemania                       | CeNARD, Buenos Aires                                   |                                                        |
| 14:30              | Tolini 12', 32' | [Reporte | Rühr 8' · Gill 29' · Staib 56' | Árbitra: Diego Barbas (ARG) Germán Montes de Oca (ARG) | Árbitra: Diego Barbas (ARG) Germán Montes de Oca (ARG) |

| 4 de abril de 2021 | Argentina | 0–3      | Alemania                           | CeNARD, Buenos Aires                                   |                                                        |
| 14:30              |           | [Reporte | Rühr 25' · Zwicker 38' · Staib 46' | Árbitra: Germán Montes de Oca (ARG) Diego Barbas (ARG) | Árbitra: Germán Montes de Oca (ARG) Diego Barbas (ARG) |

| 10 de abril de 2021 | Argentina                                   | 2–2 (2–3 p.)               | India                                                | CeNARD, Buenos Aires                                            |                                                                 |
| 17:00               | Ferreiro 28', 30'                           | [Reporte                   | Harmanpreet 21', 60'                                 | Árbitra: Germán Montes de Oca (ARG) Carolina de la Fuente (ARG) | Árbitra: Germán Montes de Oca (ARG) Carolina de la Fuente (ARG) |
|                     |                                             | Tiros desde el punto penal |                                                      |                                                                 |                                                                 |
|                     | Keenan · Martínez · Vila · Ferreiro · Ortiz |                            | Harmanpreet · Lalit · Rupinder · Shamsher · Dilpreet |                                                                 |                                                                 |

| 11 de abril de 2021 | Argentina | 0–3      | India                                     | CeNARD, Buenos Aires                                      |                                                           |
| 17:00               |           | [Reporte | Harmanpreet 11' · Lalit 25' · Mandeep 58' | Árbitra: Germán Montes de Oca (ARG) Irene Presenqui (ARG) | Árbitra: Germán Montes de Oca (ARG) Irene Presenqui (ARG) |

| 12 de mayo de 2021 | Reino Unido                                                    | 5–3      | Alemania                              | Lee Valley Hockey and Tennis Centre, Londres   |                                                |
| 17:30              | Ansell 9' · Creed 13' · Roper 20' · Griffiths 24' · Martin 32' | [Reporte | Röthlander 1' · Prinz 20' · Dösch 28' | Árbitra: Martin Madden (SCO) Paul Walker (ENG) | Árbitra: Martin Madden (SCO) Paul Walker (ENG) |

| 13 de mayo de 2021 | Reino Unido                                  | 3–1      | Alemania   | Lee Valley Hockey and Tennis Centre, Londres   |                                                |
| 17:30              | Griffiths 24' · Forsyth 29' · Shipperley 54' | [Reporte | Wellen 58' | Árbitra: Paul Walker (ENG) Martin Madden (SCO) | Árbitra: Paul Walker (ENG) Martin Madden (SCO) |

| 22 de mayo de 2021 | Reino Unido                        | 2–2 (1–3 p.)               | España                       | Lee Valley Hockey and Tennis Centre, Londres     |                                                  |
| 13:00              | Ansell 24' · Shipperley 60'        | [Reporte                   | Iglesias 6' · Basterra 9'    | Árbitra: Hannah Harrison (ENG) Dan Barstow (ENG) | Árbitra: Hannah Harrison (ENG) Dan Barstow (ENG) |
|                    |                                    | Tiros desde el punto penal |                              |                                                  |                                                  |
|                    | Ansell · Dixon · Forsyth · Wallace |                            | Miralles · Alegre · Lleonart |                                                  |                                                  |

| 23 de mayo de 2021 | Reino Unido         | 2–0      | España | Lee Valley Hockey and Tennis Centre, Londres     |                                                  |
| 12:00              | Shipperley 28', 41' | [Reporte |        | Árbitra: Dan Barstow (ENG) Hannah Harrison (ENG) | Árbitra: Dan Barstow (ENG) Hannah Harrison (ENG) |

| 30 de mayo de 2021 | Bélgica | 0–4      | Países Bajos                                              | Wilrijkse Plein, Amberes                             |                                                      |
| 16:30              |         | [Reporte | Bovendeert 18' · Pruyser 29' · Van Ass 35' · Brinkman 38' | Árbitra: Coen van Bunge (NED) Jonas van 't Hek (NED) | Árbitra: Coen van Bunge (NED) Jonas van 't Hek (NED) |

| 26 de junio de 2021 | Australia                                                                          | 7–3      | Nueva Zelanda                       | Perth Hockey Stadium, Perth                   |                                               |
| 12:30               | Ogilvie 11' · Mitton 17' · Hayward 20', 40' · Govers 38' · Whetton 52' · Brand 56' | [Reporte | Lane 21' · Jenness 34' · Wilson 41' | Árbitra: Adam Kearns (AUS) Peter Wright (RSA) | Árbitra: Adam Kearns (AUS) Peter Wright (RSA) |

| 27 de junio de 2021 | Australia                 | 2–0      | Nueva Zelanda | Perth Hockey Stadium, Perth                   |                                               |
| 12:30               | Ephraums 11' · Govers 40' | [Reporte |               | Árbitra: Peter Wright (RSA) Adam Kearns (AUS) | Árbitra: Peter Wright (RSA) Adam Kearns (AUS) |

|  | Reino Unido | Cancelado | India |  |  |
|  |             | [Reporte  |       |  |  |

|  | Reino Unido | Cancelado | India |  |  |
|  |             | [Reporte  |       |  |  |

|  | Reino Unido | Cancelado | Argentina |  |  |
|  |             | [Reporte  |           |  |  |

|  | España | Cancelado | Australia |  |  |
|  |        | [Reporte  |           |  |  |

|  | Reino Unido | Cancelado | Argentina |  |  |
|  |             | [Reporte  |           |  |  |

|  | España | Cancelado | Australia |  |  |
|  |        | [Reporte  |           |  |  |

|  | España | Cancelado | India |  |  |
|  |        | [Reporte  |       |  |  |

|  | España | Cancelado | India |  |  |
|  |        | [Reporte  |       |  |  |

|  | Países Bajos | Cancelado | Nueva Zelanda |  |  |
|  |              | [Reporte  |               |  |  |

|  | Países Bajos | Cancelado | Nueva Zelanda |  |  |
|  |              | [Reporte  |               |  |  |

|  | Alemania | Cancelado | Nueva Zelanda |  |  |
|  |          | [Reporte  |               |  |  |

|  | Alemania | Cancelado | Nueva Zelanda |  |  |
|  |          | [Reporte  |               |  |  |

|  | Alemania | Cancelado | India |  |  |
|  |          | [Reporte  |       |  |  |

|  | Bélgica | Cancelado | Argentina |  |  |
|  |         | [Reporte  |           |  |  |

|  | Alemania | Cancelado | India |  |  |
|  |          | [Reporte  |       |  |  |

|  | Bélgica | Cancelado | Argentina |  |  |
|  |         | [Reporte  |           |  |  |

|  | Países Bajos | Cancelado | Australia |  |  |
|  |              | [Reporte  |           |  |  |

|  | Países Bajos | Cancelado | Australia |  |  |
|  |              | [Reporte  |           |  |  |

|  | Alemania | Cancelado | Australia |  |  |
|  |          | [Reporte  |           |  |  |

|  | India | Cancelado | Nueva Zelanda |  |  |
|  |       | [Reporte  |               |  |  |

|  | Alemania | Cancelado | Australia |  |  |
|  |          | [Reporte  |           |  |  |

|  | India | Cancelado | Nueva Zelanda |  |  |
|  |       | [Reporte  |               |  |  |